# 马尔瓦尔均奇蒂奥恩
马尔瓦尔均奇蒂奥恩（Marwar Junction），是印度拉贾斯坦邦Pali县的一个城镇。总人口10530（2001年）。

## 人口
该地2001年总人口10530人，其中男性5461人，女性5069人；0—6岁人口1698人，其中男888人，女810人；识字率64.84%，其中男性为76.38%，女性为52.42%。